# Jósef Leopold Toeplitz
Jósef Leopold Toeplitz, detto Giuseppe (Żychlin, 10 dicembre 1866 – Varese, 27 gennaio 1938), è stato un banchiere polacco naturalizzato italiano.
In qualità di amministratore delegato della Banca Commerciale Italiana, ha portato l'istituto da lui guidato ad essere la maggiore holding industriale italiana dell'epoca.

## Biografia
Discendente di un'antica famiglia proveniente dall'alta borghesia ebraica, figlio del banchiere e latifondista polacco Bonawentura Toeplitz e di Regina Konic, si forma all'École préparatoire des arts et manufactures dell'Università di Gand, in Belgio, e successivamente al Politecnico di Aquisgrana, in Germania. Si trasferisce in Italia nel 1890 su invito di suo cugino Otto Joel, anch'egli ebreo ma di origini tedesche, attivo nel nostro paese dal 1871 e in quell'anno vicedirettore della filiale milanese della Banca Generale. Toeplitz si stabilisce a Genova, dove svolge il suo apprendistato nella locale filiale della Generale, di cui diventa nel 1892 capo dell'ufficio corrispondenza con l'estero e nel 1893 procuratore. Ma la Banca Generale è nello stesso anno travolta dalla crisi generalizzata del sistema bancario italiano esplosa a seguito dello scandalo della Banca Romana e della costituzione della Banca d'Italia; dopo aver guidato la liquidazione delle pendenze locali della Generale nel 1894 Toeplitz viene assunto dalla sede locale della Banca Russa per il commercio estero, dove però rimane solo per pochi mesi.
Nel 1895 si trasferisce infatti a Milano, dove suo cugino ha appena promosso la costituzione della Banca Commerciale Italiana, frutto di un importante consorzio in cui sono entrati da grandi azionisti istituti tedeschi (Deutsche Bank, Dresdner Bank, Bank fuer Handel und Industrie, Bleichröder, Oppenheim, Berliner Gesellschaft), austriaci (Anglo-Oesterreichische Bank, Wiener Bank, Osterreichische Creditanstalt), svizzeri (Schweizerische Kreditanstalt, Chemin de Fer du St.Gothard) e francesi (Banque de Paris et des Pays-Bas). Al Toeplitz è affidato l'incarico di fondare e successivamente dirigere la filiale di Napoli, attraverso la quale la BCI intende inserirsi nel mercato del meridione, pur monopolizzato dal duopolio Banco di Napoli-Banco di Sicilia. Nel 1900 identico ruolo gli viene dato per Venezia, la "porta" attraverso cui entrare nei mercati finanziari dei Balcani e del medio-oriente. L'uomo di punta della BCI in questa direzione è il ben noto imprenditore Giuseppe Volpi, che ha fatto fortuna con l'importazione di tabacco dall'Impero ottomano ed ha accumulato un notevole patrimonio da reinvestire in Italia, naturalmente sotto la "regia" della Commerciale. Alla collaborazione tra l'imprenditore veneto e il banchiere polacco si devono tra il 1903 e il 1907 la Compagnia di Antivari, la Società Commerciale d'Oriente e la Regia dei Tabacchi del Montenegro.
Gli ottimi risultati raggiunti gli valgono l'importante promozione a condirettore nazionale della BCI, carica per la quale torna a lavorare a Milano nel 1907, anno in cui inizia a manifestarsi una crisi finanziaria mondiale che incide sui numerosi investimenti che l'istituto ha un po' in tutto il mondo. Le banche miste come la Commerciale — che sono allo stesso tempo istituti di depositi e banche di affari — ne risentono in modo particolare per l'enorme quantità di denaro proveniente dai conti correnti dei clienti (che dovrebbe essere impiegato solo in operazioni al breve termine e a basso rischio), che sfuma assieme alle imprese finanziate. Toeplitz viene messo a capo del servizio ispettorato, creato appositamente per coordinare l'attività delle filiali ed esercitare una ferrea sorveglianza sui crediti erogati e da erogare.
Sotto la sua direzione questo servizio assume un prestigio tale da diventare modello per molti istituti coinvolti nella crisi, specie sul delicato fronte della sorveglianza interna. La figura dell'ispettore inviato dalla sede centrale alle filiali, per controlli sia ordinari che straordinari, è infatti una figura quasi del tutto sconosciuta in un paese dove la lezione della Banca Romana non ha dato particolari frutti e la Banca d'Italia all'uopo istituita latita sul fronte del controllo sul credito. Questo nuovo modello gestionale, mirato a dare all'istituto una struttura verticistica, stimola il processo di rafforzamento delle filiali, soprattutto quelle del Mezzogiorno, attraverso il sostegno finanziario elargito ad alcuni gruppi imprenditoriali locali.

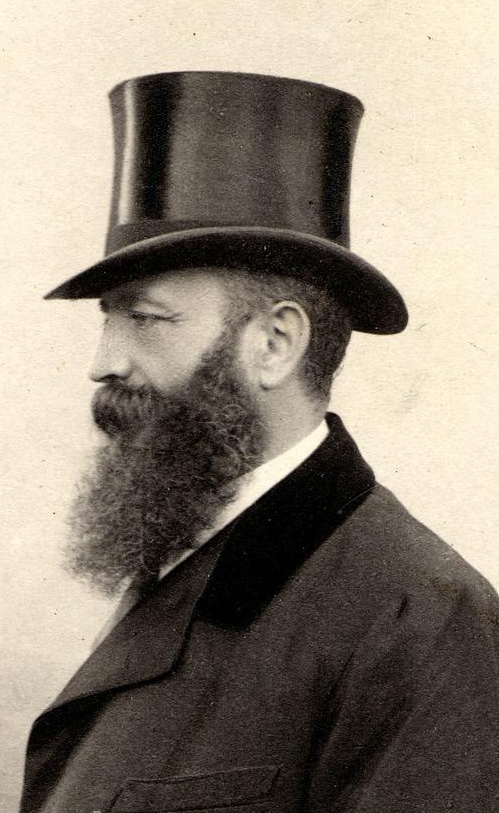
Mario Perrone

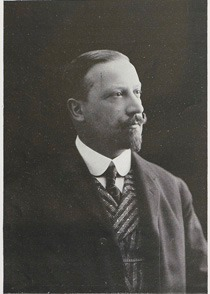
Pietro Fenoglio

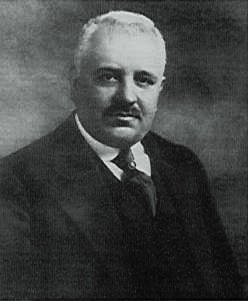
Francesco Saverio Nitti

Ma Toeplitz deve affrontare una crisi ben peggiore quando, scoppiata la prima guerra mondiale, la Banca Commerciale diventa, a causa delle sue origini, uno dei bersagli preferiti della stampa nazionalista e antitedesca. La presidenza di un tedesco Otto Joel e la presenza in consiglio di amministrazione di cittadini sia tedeschi che austriaci, scatena una campagna giornalistica che porta ad una lieve ma significativa diminuzione dei depositi. Joel affronta il problema facendosi da parte con tutti gli amministratori contestati che, prima di dimettersi formalmente, eleggono Toeplitz come nuovo amministratore delegato. La presidenza di un polacco, coadiuvata da una celebre figura imprenditoriale italiana come quella di Pietro Fenoglio, dovrebbe dare una parvenza di maggiore neutralità dell'istituto rispetto agli interessi economici italiani dei paesi belligeranti, ma la campagna contraria non è soltanto dettata da sentimenti nazionalisti. Dietro le quinte opera la regia dei ben noti fratelli Mario e Pio Perrone, proprietari dei cantieri Ansaldo diventati una grande potenza economica grazie alla produzione bellica, e che dietro la scusa del nazionalismo mirano a scalare la proprietà della BCI come già avevano fatto con la Banca Italiana di Sconto.
Poiché i Perrone hanno bisogno di capitali per la riconversione dell'Ansaldo dalla produzione bellica a quella civile Toeplitz reagisce alla scalata, che nel frattempo ha fruttato il 20% del capitale sociale azionario, con una manovra concertata col ministro del tesoro dell'epoca, Francesco Saverio Nitti, che da parte sua intende favorire l'Ansaldo per compensarla dal grande impegno negli anni della guerra favorendone un cospicuo aumento del capitale sociale. Il progetto di un consorzio tra quattro grandi istituti italiani — la Commerciale, la Banca di Sconto, il Banco di Roma e il Credito Italiano — non va tuttavia in porto, essenzialmente per la situazione non del tutto florida della Banca Italiana di Sconto, ma anche per la poca solerzia che i Perrone mostrano nel procedere a tale riconversione. I Perrone tentano allora una seconda scalata e con offerte superiori al reale valore di borsa riescono ad assicurarsi un altro 20% del capitale della BCI, avvicinandosi pericolosamente al ruolo di azionista di maggioranza, ruolo cui non arrivano perché nel frattempo (1921), la Banca Italiana di Sconto ha dichiarato fallimento.
Per poter recuperare le posizioni perdute Toeplitz attua un ingegnoso marchingegno societario. Le centinaia di imprese partecipate della banca sono riunite nel Consorzio mobiliare finanziario e ricevono (ufficialmente in prestito), le somme necessarie per riscattare le azioni dalla liquidazione della banca di sconto. Di fatto, sborsando danaro proprio (peraltro ricavato da una lieve ma significativa diminuzione del proprio capitale sociale), la Commerciale acquista in modo indiretto le proprie azioni, frammentando il 40% ex Perrone in una miriade di piccoli proprietari che, da parte loro, non possono esercitare alcun reale potere gestionale essendo controllati finanziariamente dalla banca stessa. La BCI salva la sua indipendenza e al contempo non ha più un azionista di riferimento.

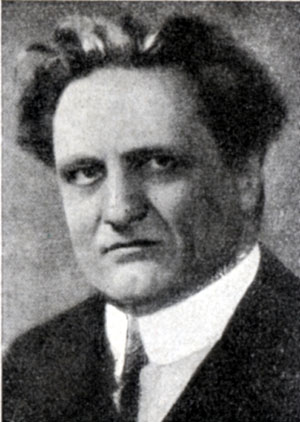
Alberto De Stefani

Forte di questa estrema libertà di azione Toeplitz, ormai patron incontrastato e incontrastabile della Commerciale, proietta l'istituto in una posizione primaria nel settore economicamente altalenante dell'industria, dove anzitutto salva e risistema i due primari gruppi Ilva e Ansaldo (dalla quale i Perrone sono definitivamente usciti di scena), e consolida la posizione delle Acciaierie di Terni sul mercato fiorente dell'acciaio. I suoi investimenti spaziano in tutti i possibili campi produttivi, nelle ferrovie e nel commercio, opera in venti paesi con particolare impegno nei Balcani, a Singapore e in sudamerica. I profitti maggiori per il settore estero della banca durante gli anni Venti derivano tuttavia dalle operazioni finanziarie, fra le quali spiccano le anticipazioni legate al commercio internazionale e le transazioni sui cambi, e dalla gestione dell'emissione dei grandi prestiti internazionali per la ricostruzione economica dei Paesi ex belligeranti.
Tra il 1923 e il 1925 Toeplitz appoggia le politiche economiche di Alberto De Stefani, ministro dapprima delle Finanze e poi del Tesoro nel governo Mussolini. I successi fino ad allora raggiunti gli consentono infatti una piena autonomia decisionale rispetto alla situazione politica del paese, dove l'azione di De Stefani è malvista sia dalla parte movimentista del regime (per la quale sarebbe troppo liberista e filoindustriale), sia dai ceti produttivi settentrionali che dai grandi latifondisti meridionali (che vedono nella sua azione un danno ai privilegi acquisiti). Il banchiere polacco vede di buon occhio alcuni provvedimenti che impediscono le scalate (azioni a voto plurimo), e facilitano gli obblighi fiscali delle grandi imprese. Tale appoggio si traduce in problemi col regime (nel frattempo instaurato), quando sul finire del 1925 De Stefani viene sostituito da Giuseppe Volpi. L'antico amico dei tempi della prima espansione nei Balcani è ora un irriducibile avversario. Il nuovo ministro attua la politica personalmente voluta da Benito Mussolini che riduce il potere di contrattazione borsistica delle grandi banche, mina le potenzialità delle transazioni sui cambi e introduce pesanti condizioni per ottenere iniezioni di liquidità dalla Banca d'Italia, di fatto mettendo un paletto al potere speculativo dei grandi gruppi finanziari.
Queste ed altre condizioni sfavorevoli non sembrano inizialmente dover intaccare la posizione di predominio economico della BCI e personale del suo amministratore delegato, che da tempo ha fatto della banca milanese una vera e propria holding industriale. È il frutto della politica di assistenza, scevra da qualsiasi degenerazione in assistenzialismo, ai principali gruppi industriali italiani, portata avanti da Toeplitz fin dai primi anni della sua gestione, che ha portato l'istituto milanese a ricevere dalle imprese in difficoltà consistenti pacchetti azionari a titolo di rimborso dei crediti.

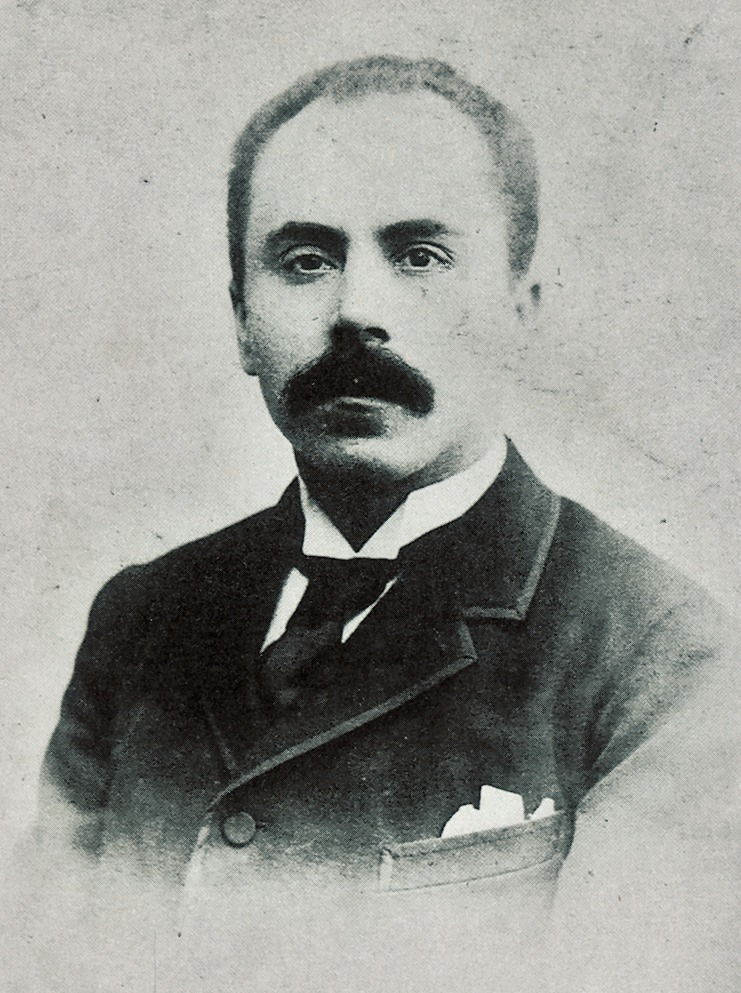
Bonaldo Stringher

La situazione si rovescia nel 1929, con il crollo della borsa di New York conseguente al ben noto Martedì nero di Wall Street. In tale anno la Banca Commerciale Italiana controlla il 20% del valore di tutte le società per azioni italiane, il suo presidente siede personalmente nei 32 più importanti consigli di amministrazione e il valore del suo portafogli supera il miliardo di lire dell'epoca. La caduta a domino delle borse europee a seguito di quella d'oltreoceano provoca una pesante crisi di liquidità quando, già ai primi del 1930, diventa pressoché impossibile monetizzare i pacchetti azionari, al punto che la BCI si trova indebitata con la Banca d'Italia (ripetutamente intervenuta con robuste iniezioni di liquidità), per poco meno di tre miliardi di lire. Il governatore della banca centrale, Bonaldo Stringher, avverte a questo punto Toeplitz che la situazione non è più sostenibile e che l'istituto deve chiedere ufficialmente il salvataggio da parte dello stato.

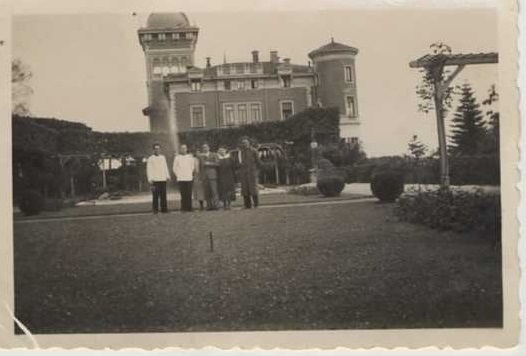
I Toeplitz in posa nella villa di famiglia, oggi villa Toeplitz a Varese.

Mancando qualsiasi altra alternativa Toeplitz si rivolge al governo ma le condizioni per il salvataggio significano la fine del "suo" impero industriale. Mussolini vuole infatti nazionalizzare le grandi imprese e costringe la BCI a conferire tutte le sue partecipazioni industriali alla Sofindit, una società a prevalente capitale pubblico che da parte sua le amministra in via transitoria, essendosi già deciso di dare vita all'IRI. Con le partecipazioni industriali deve cedere anche gran parte delle quote di maggioranza del capitale, cosicché alla fine del 1932 la Banca Commerciale diventa una vera e propria azienda pubblica. Rimasto alla guida della banca Toeplitz tenta di arginare il ridimensionamento a istituto di credito ordinario, dando però il pretesto alle autorità finanziarie per imporne la destituzione. La condotta contraria alle direttive e un generalizzato peggioramento nei conti portano alla sua sostituzione coi Direttori centrali Raffaele Mattioli e Michelangelo Facconi. "Degradato" a vicepresidente esce definitivamente dalla BCI nel 1934 dando spontanee dimissioni.
Ritiratosi a vita privata, muore nella sua villa di Sant'Ambrogio Olona nel 1938; riposa nella tomba di famiglia presso il locale cimitero comunale.